# Volkswagen
Volkswagen (VW) (Folkevogn) (moderselskab Volkswagen Group) er et tysk bilmærke med hovedsæde i Wolfsburg, Tyskland. Volkswagen er det originale og bedst sælgende mærke i Volkswagen Group. Volkswagen Group var i 2019 samlet set verdens største bilproducent opgjort efter antal producerede enheder og næststørste i 2019 opgjort efter indtjening på salg. I 2018 var Volkswagen Group tillige verdens største bilproducent opgjort efter antal producerede enheder.
Volkswagen har tre biler i top 10 over bedst sælgende biler nogensinde ifølge websiden 24/7 Wall St: Volkswagen Golf, Volkswagen Beetle, og Volkswagen Passat. Med disse tre biler er Volkswagen den producent med flest biler på listen, som stadig er i produktion.

## Historie
Folkevognsfabrikkerne blev grundlagt i 1930'erne af Hitler under navnet KdF-wagen, som var en del af hans program for Kraft durch Freude. Det var meningen, at forbrugerne op gennem 30'erne skulle spare op til deres egen folkevogn. Bilen blev udviklet af professor Ferdinand Porsche og blev præsenteret i 1936. Produktionen kunne dog ikke gå i gang, før en helt ny fabrik og by blev grundlagt: Wolfsburg i Niedersachsen, hvor Volkswagenwerke blev grundlagt i 1937. Det nåede de ikke før 2. verdenskrig brød ud, hvorfor der aldrig blev leveret nogen KdF-vogne til almenheden. Til gengæld byggede man til krigsbrug den såkaldte 'Kübel-Wagen' på den samme bund/chassis. Fabrikkerne blev under krigen udsat for voldsomme bombardementer. Byen fik navn efter et slot, der lå på stedet: Wolfsburg.
Efter krigen blev den britiske major Ivan Hirst sat til at få fabrikken i gang (Wolfsburg lå i den britiske zone af Tyskland). Efter at have benyttet faciliteterne til reparation af britiske kampvogne og andre køretøjer, optog man produktionen af den førkrigsmodel, som prof. Porsche havde udviklet. Man regnede med, at det hurtigt ville få en ende, og at en ny model måtte udvikles. Det viste sig dog ikke at holde stik. VW type 1 endte med at overtage Ford T's trone som den mest producerede bilmodel nogen sinde (dog siden overgået af Toyota Corolla). Den populære model udgik af produktionen i Tyskland i slutningen af 1970'erne, men blev produceret i Mexico frem til 2003.
Denne totale afhængighed af en enkelt bilmodel var ved at koste Volkswagen livet i slutningen af 1960'erne. Man havde bygget en varevogn, VW Transporter (også kaldet Rugbrødet) på hækmotor/pendulakselgrundlaget. VW fremstillede også enkelte andre modeller (model 411 og 412), men de blev kommercielle fiaskoer.
Først med introduktionen af Volkswagen Passat og Volkswagen Golf i 1973 fik VW-koncernen modeller, der kunne føre virksomheden videre. Volkswagen havde på den tid opkøbt forskellige små tyske bilmærker, og disse fusioner samlede bl.a. NSU og Audi i VW-koncernen, der herefter blev kaldt VAG-koncernen (VAG: Volkswagen Aktiengesellschaft).

## Produktionsanlæg i Tyskland
- Wolfsburg (Golf m.fl.)[11]
- Hannover[12] (Transporter, Amarok m.fl.)[11]
- Kassel (Baunatal)[12]
- Salzgitter[12] (motorer, gearkasser, batterier m.m.)[13] Produktion påbegyndt i 1970.[13]
- Emden[12] (Passat)
- Braunschweig[12]
- Zwickau[14] (Elektriske modeller)[15]
- Chemnitz[12]
- Dresden[14]
- Osnabrück[16]

Listen er ikke komplet. Steder per 2. kvartal 2020. Kun VW er medtaget. Audi og Porsche produceres i bl.a. Ingolstadt og Stuttgart. Skoda og Seat andre setder.

### Volkswagen Werke i Wolfsburg
Volkswagen Werke i Wolfsburg er per 2020 verdens største fabriksområde opgjort efter antal kvadratmeter under tag.

## Galleri
- Logodesignets udvikling
- Kraftwerk West (Wolfsburg)
- Kraftwerk Nord (Wolfsburg)
- Hovedkontor (Wolfsburg)
- Wolfsburg Werke 1970
- VW Werk Hannover 1973
- VW Werk Kassel 2015
- VW Werk Emden 2010
- VW Wolfsburg

## Motorer og gearkasser
VW har haft succes med udviklingen af motorbetegnelserne TDI og TSI og gearkassen DSG.

### TDI diesel
TDI er en forkortelsen for "Turbocharged Direct Injection". Teknologien blev opfundet af datterselskabet Audi.  TDI teknologien anvendtes senere til at fremstille den første bil til kommercielt salg, der kunne køre 100 km på tre liter. Det blev den såkaldte 3-liter bil VW Lupo, der kunne køre 33,3 km/l i gennemsnit. I 2005 stillede Audi op til Le Mans som de første til at køre på dieselteknologi i det krævende racerløb.

### TSI benzin
TSI (Turbocharged Stratified Injection) gav benzinmotoren fornyet kraft og brændstoføkonomi. Teknologien er (var) at montere turboladning og kompressorladning på benzinmotorer med lille slagvolumen. TSI motorbetegnelsen betyder (betød) en motorkonstruktion med lille slagvolumen, kompressor og turbolader i en simpel erkendelse af, at lille slagvolumen er nødvendig for at få en brændstoføkonomisk benzinmotor. Motorteknologien var banebrydende. I 2007 lancerede VW således en 1,4 liters motor på hhv. 140 og 170 hestekræfter (HK) i VW Golf og VW Touran. På det tidspunkt var 170 HK i en 1,4 liters motor meget usædvanligt.
TSI teknologien var banebrydende ved, at en turboladet motor blev forsynet med en kompressor, som drives af motorens krumtapaksel, og motoren derved samlet set opnår en kraftig momentforøgelse (målt i NM) ved de lave motoromdrejninger. Dette var en såkaldt twincharger-motor. Kompressoren virker med til at drive turboladeren i gang. Kompressoren gør, at der hurtigere kommer gang i (tryk i) turboladeren. Når turboladeren træder til frakobles kompressoren. Herefter giver turboen motoren en kraftig effektforøgelse. Konstruktionen medførte, at turboladerens store ulempe, som er tøvende acceleration fra lave og moderate motoromdrejninger, er væk. Ved højere motoromdrejninger, hvor kompressoren arbejder mindre effektivt, kobles kompressoren helt fra.
TSI er sidenhen blevet anvendt som betegnelse for en benzinmotor alene med turbo. Her betegner "T'et" ikke en 'twincharger' motor. Men en 'turbocharged' benzinmotor.

### DSG
VW gjorde den moderne automatiske gearkasse folkelig med DSG. Oprindeligt var det Porsche, senere Audi der udviklede teknikken, hvorefter VW begyndte at tilbyde den moderne automatiske gearkasse i biler til den almindelige forbruger.

## Diesel-skandalen
I maj 2014 lavede universitet i West Virginia en undersøgelse, som viste nogle bilers udledningstal var væsentlig højere end på papiret. Testen inkluderede bl.a. en VW Jetta og Passat fra hhv. 2012 og 2013. Universitetet kontaktede California Air Resources Board og The Environmental Protection Agency, der tog kontakt til Volkswagen. Volkswagen mente resultatet af undersøgelsen skyldtes fejlvurderinger eller tekniske problemer. Volkswagen indkaldte alligevel herefter 500.000 biler, men rettelserne som blev lavet på disse biler kunne næsten ikke måles.
Softwaren anvendt til at skjule den højere udledning blev leveret af Bosch. Bosch advarede dog allerede Volkswagen i 2007, da Bosch mente den tyske bilproducent brugte softwaren ulovligt.
Herefter rullede sagen og d. 3. september 2015 indrømmede Volkswagen, at de havde installeret en snyde-software i nogle biler. Softwaren gjorde bilens udledning var lav i starten (hvor den blev målt), og herefter steg, når bilen anvendtes til normal brug. Den 18. september var Volkswagen-aktien faldet med 40 % og den daværende CEO, Martin Winterkorn, opsagde sin stilling øjeblikkeligt. D. 25 september blev den nye CEO offentliggjort i form af Matthias Müller, der tidligere var CEO hos Porsche.
I alt fortalte Volkswagen koncernen, at det drejede sig om mere end 11 millioner biler, hvoraf 2,1 millioner var Audier og 1,2 millioner Skodaer. I Danmark var ca. 90.000 biler berørt.

### Andre producenter i diesel-skandalen
Flere andre bilproducenter viste sig efterfølgende ligeledes at have uregelmæssigheder i udstødningsgasserne. Efterfølgende har sagen spredt sig til en lang række andre bilproducenter, der har brugt lignende metoder. Per 2018 har det ikke været muligt at afsløre et så gennemgribende snyderi hos nogen af de andre producenter af dieselbiler. Men det ændrede ikke på, at i det øjeblik, at biler fra for eksempel Fiat Chrysler, Daimler, Opel og BMW fik sat kontroludstyr på udstødningen, og data fra rullefeltet blev sammenlignet med den virkelige verden, så blev der også her opdaget enorme afvigelser. Mercedes Benz er ligeledes efterfølgende blevet afsløret i at montere software, der skal manipulere testresultater af udstødningsgasser.
Så sent som i 2025 blev Stellantis foreløbig dømt i en sag i Holland Sagen er dog ikke endeligt afgjort per august 2025.

## Modeller

### Mikrobiler
- Volkswagen Lupo (1998–2005)
- Volkswagen Fox (2005–2011)
- Volkswagen up! (2011–)

### Minibiler
- Volkswagen Polo (1975–)
  - Volkswagen Polo I (1975–1981)
  - Volkswagen Polo II (1981–1994)
  - Volkswagen Polo III (1994–2001)
  - Volkswagen Polo IV (2001–2009)
  - Volkswagen Polo V (2009–)
- Volkswagen Derby (1977–1985)

### Små mellemklassebiler
- Volkswagen Type 1 (1938–2003)
- Volkswagen Golf (1974–)
  - Volkswagen Golf I (1974–1983)
  - Volkswagen Golf II (1983–1992)
  - Volkswagen Golf III (1991–1997)
  - Volkswagen Golf IV (1997–2003)
  - Volkswagen Golf V (2003–2008)
  - Volkswagen Golf VI (2008–2012)
  - Volkswagen Golf VII (2012–)
- Volkswagen Jetta (1979–1992; 2005–)
  - Volkswagen Jetta I (1979–1983)
  - Volkswagen Jetta II (1984–1992)
  - Volkswagen Jetta V (2005–2010)
  - Volkswagen Jetta VI (2010–)
- Volkswagen Vento (1991–1997)
- Volkswagen Bora (1998–2005)
- Volkswagen New Beetle (1998–2010)
- Volkswagen Beetle (2011–)
- Volkswagen Eos (2006–2015)
- Volkswagen Scirocco (1974–1992; 2008–)
- Volkswagen Karmann-Ghia (1955–1974)

### Store mellemklassebiler
- Volkswagen Type 3 (1961–1973)
- Volkswagen Type 4 (1968–1974)
- Volkswagen K70 (1970–1974)
- Volkswagen Passat (1973–)
  - Volkswagen Passat B1 (1973–1980)
  - Volkswagen Passat B2 (1980–1988)
  - Volkswagen Passat B3 (1988–1993)
  - Volkswagen Passat B4 (1993–1996)
  - Volkswagen Passat B5 (1996–2005)
  - Volkswagen Passat B6 (2005–2010)
  - Volkswagen Passat B7 (2010–2014)
  - Volkswagen Passat B8 (2014–)
- Volkswagen Santana (1981–1984)
- Volkswagen Corrado (1988–1995)
- Volkswagen CC (2008–)

### Luksusbiler
- Volkswagen Phaeton (2002–2016)

### MPV'er
- Volkswagen Golf Plus (2004–2014)
- Volkswagen Golf Sportsvan (2014–)
- Volkswagen Caddy (9KV) (1995–2003)
- Volkswagen Caddy (2K) (2003–)
- Volkswagen Touran (2003–)
  - Volkswagen Touran I (2003–2015)
  - Volkswagen Touran II (2015–)
- Volkswagen Sharan (1995–)
  - Volkswagen Sharan I (1995–2010)
  - Volkswagen Sharan II (2010–)

### SUV'er
- Volkswagen Tiguan (2007–)
- Volkswagen Touareg (2002–)
  - Volkswagen Touareg I (2002–2010)
  - Volkswagen Touareg II (2010–)
- Volkswagen T roc (2017 -)

### Offroadere
- Volkswagen Iltis (1978–1988)
- Volkswagen Taro (1989–1997)
- Volkswagen Amarok (2010–)

### Varebiler
- Volkswagen Caddy (14D) (1979–1993)
- Volkswagen Caddy (9U) (1996–2000)
- Volkswagen Fridolin (1964–1973)
- Volkswagen Transporter (1950–)
  - Volkswagen Transporter (T1) (1950–1967)
  - Volkswagen Transporter (T2) (1967–1979)
  - Volkswagen Transporter (T3) (1979–1990)
  - Volkswagen Eurovan (T4) (1990–2003)
  - Volkswagen Eurovan (T5/T6) (2003–)
- Volkswagen LT (1975–2006)
- Volkswagen Crafter (2006–)

## Udmærkelser

### Årets Bil i Danmark
- 1975 − Volkswagen Golf I
- 1982 − Volkswagen Polo II
- 2010 − Volkswagen Polo V
- 2013 − Volkswagen up!
- 2020 - Volkswagen ID.3

### Årets Bil i Europa
- 1992 − Volkswagen Golf III
- 2010 − Volkswagen Polo V
- 2013 − Volkswagen Golf VII
- 2015 − Volkswagen Passat B8